# Kossuth Gábor
Kossuth Gábor (1976. augusztus 13. –) magyar színész, szinkronszínész.

## Pályája
Szlovákiában, Ipolynagyfalun született. Az ipolynyéki Balassi Bálint általános iskolába járt. Ezután az ipolysági Szondy György gimnáziumban végezte tanulmányait. Itt tagja volt a Vas Ottó vezette József Attila irodalmi színpadnak. 1994-től a komáromi Jókai színház színésznövendéke volt. Játszott Bor József rendezésében a Hegedűs a háztetőn, La mancha lovagja c. zenés darabokban, az Óz a nagy varázsló mesejátékban.
Ezt követően a Pesti Magyar színiakadémián folytatta tanulmányait Budapesten, Gaál Erzsébet és Csizmadia Tibor tanítványaként.
Szinkronizálni 2001-ben kezdett. Leginkább rajzfilm és- karakterszerepeiről ismert. Szerepelt a Jóban Rosszban sorozatban, forgatott filmet (Jeli Ferenc rendezte Sínjárók, mint Kassó György) és reklámokat.
2008-tól napjainkig ő Hal a tortán gastro reality tv műsor narrátora, valamint a KFC reklámjainak állandó hangja.

## Szinkronszerepei

### Filmek
| Cím                                             | Szereplő                              | Színész              |
| ----------------------------------------------- | ------------------------------------- | -------------------- |
| Pókember 2.                                     | Liftutas                              | Hal Sparks           |
| Scooby-Doo 2. – Szörnyek póráz nélkül           | Hányós riporter                       | Bill Mondy           |
| Spongyabob – A mozifilm                         | Phil                                  | Dee Bradley Baker    |
| Verdák                                          | Junior / Dale Earnhardt Jr. (1. hang) | Dale Earnhardt Jr.   |
| Shrek 2.                                        | Harmadik malac                        | Cody Cameron         |
| Harmadik Shrek                                  | Harmadik malac                        | Cody Cameron         |
| Shrek a vége, fuss el véle                      | Harmadik malac                        | Cody Cameron         |
| Transformers                                    | Donnelly törzsőrmester                | Zack Ward            |
| Pókember 3.                                     | Orvos a sürgősségin                   | Rogelio T. Ramos     |
| X-Men: Az ellenállás vége                       | Quentin Quire / Kid Omega             | Ken Leung            |
| Garfield és a valós világ                       | Nermal                                | Jason Marsden        |
| A Simpson család – A film                       | Barney                                | Dan Castellaneta     |
| Transformers: A bukottak bosszúja               | Wheelie                               | Tom Kenny            |
| Transformers 3.                                 | Wheelie                               | Tom Kenny            |
| Transformers: Az utolsó lovag                   | Wheelie                               | Tom Kenny            |
| LEGO: Az Igazság Ligája a Bizzaro Liga ellen    | Gumiember                             | Tom Kenny            |
| A sötét lovag                                   | Coleman Reese                         | Joshua Harto         |
| Superhero movie                                 | Lance Landers                         | Ryan Hansen          |
| Vasember                                        | Analitikus                            | Micah A. Hauptman    |
| 2012                                            | Nima                                  | Osric Chau           |
| Péntek 13.                                      | Chewie                                | Aaron Yoo            |
| Lego Batman: Ligába csalva                      | Villám                                | James Arnold Taylor  |
| Star Wars: A klónok háborúja                    | 4A-7                                  | James Arnold Taylor  |
| Angry Birds                                     | Tiny                                  | Ike Barinholtz       |
| Angry Birds                                     | Dane                                  | Josh Robert Thompson |
| Zoolander 2.                                    | VIP                                   | Fred Armisen         |
| LEGO: Az Igazság Ligája – Batman és Halálcsapás | Grungle herceg                        | Jason Spisak         |
| Übergáz                                         | Pultos                                | Bruno Rose           |
| Space Jam: Új kezdet                            | Csőrike                               | Bob Bergen           |
| Dumb és Dumber kettyó                           | Gordy                                 | Eddie Shin           |
| Felvéve                                         | Abernathy                             | Robin Lord Taylor    |
| Szemfényvesztők                                 | A Savoy közönség tagja                | Nicki Daniels Jr.    |
| X-Men kezdetek: Farkas                          | Chris Bradley / Villám                | Dominic Monaghan     |
| Deadpool & Rozsomák                             | TVA-s irodai ügynök                   | Paul G. Raymond      |
| Lilo és Stitch – A csillagkutya                 | Stitch                                | Chris Sanders        |
| Lilo és Stitch 2. – Csillagkutyabaj             | Stitch                                | Chris Sanders        |
| Stitch! – A csillagkutya legújabb kalandjai     | Stitch                                | Chris Sanders        |
| Casino Royale                                   | Mr. Fukutu                            | Tom So               |
| Men in Black – Sötét zsaruk 2.                  | Scrad / Charlie                       | Johnny Knoxville     |
| A Gyűrűk Ura: A király visszatér                | Déagol                                | Thomas Robins        |

### Sorozatok
| Cím                                    | Szereplő                          | Színész                                           |
| -------------------------------------- | --------------------------------- | ------------------------------------------------- |
| A Görcs ikrek                          | Lucien Görcs (2. hang)            | Kath Soucie                                       |
| A nevem Earl                           | Darnell "Rákos" Turner            | Eddie Steeples                                    |
| Family Guy                             | Doug Whitty (2. hang)             | Chris Parnell                                     |
| Szex és New York                       | David Shoffer                     | Sean Martin Hingston                              |
| Mixelek                                | Camillot                          | Jeff Bennett                                      |
| Csernobil                              | Nyikolaj Gorbacsenko              | Ross Armstrong                                    |
| Trónok harca                           | Grenn                             | Mark Stanley                                      |
| Parkműsor                              | Doug Vagányszellem (1. hang)      | Roger Craig Smith                                 |
| Gumball csodálatos világa              | Tobias Wilson (1. hang)           | Rupert Degas (1. évad) Hugo Harrison (2. évadtól) |
| A Madagaszkár pingvinjei               | Clemson                           | Larry Miller                                      |
| Avatár – Aang legendája                | Zuko herceg                       | Dante Basco                                       |
| Star Wars: A klónok háborúja           | Rohamdroidok (1-2. évad) Todo 360 | Matthew Wood Seth Green                           |
| Star Wars: A klónok háborúja           | Todo 360                          | Seth Green                                        |
| Star Wars: A Rossz Osztag              | Todo 360                          | Seth Green                                        |
| Lego Ninjago: A Spinjitzu mesterei     | Clancee                           | Ian James Corlett                                 |
| Fosterék háza képzeletbeli barátoknak  | Sajt                              | Nancy Cartwright                                  |
| Dr. Csont                              | Dr. Arastoo Vaziri                | Pej Vahdat                                        |
| Dokik                                  | Dr. Doug Murphy                   | Johnny Kastl                                      |
| Újabb bolondos dallamok                | Csőrike                           | Jeff Bergman                                      |
| Tapsi Hapsi és barátai                 | Csőrike                           | Eric Bauza                                        |
| Tapsi Hapsi brigádja                   | Csőrike                           | Eric Bauza                                        |
| Tapsi: A bolondos dallamok alkotóitól  | Csőrike (1. hang)                 | Bob Bergen                                        |
| Vízcsepp mester kalandjai              | Vízcsepp mester                   | Josh Anderson                                     |
| Ben 10: Omniverzum                     | Rook Blonko                       | Bumper Robinson                                   |
| Ben 10                                 | Reppencs (2. hang)                | Greg Cipes                                        |
| Lego Star Wars: Újjáépíteni a Galaxist | C-3PO                             | Anthony Daniels                                   |
| Lilo és Stitch                         | Stitch                            | Chris Sanders                                     |
| Naruto                                 | Rock Lee                          | Brian Donovan                                     |
| Death Note                             | Rem                               | Shinnosuke Ikehata                                |